# Matar a Castro
Matar a Castro es la séptima canción del primer álbum oficialmente grabado por Hombres G, cuyo nombre es también Hombres G. Tanto la música como la letra son de David Summers. La idea surgió tras la publicación en la revista Interviú sobre un artículo titulado 'Matar a Castro.
En el 2010 surgió el siguiente comentario de David Summers en HombresG.net, refiriéndose a la canción: "Si Fidel me escucha, que sepa que lo siento, que aunque no me cae bien, no tengo ningún interés en que lo maten, ni a él ni a nadie; eso fue una ingenuidad de juventud." 